# Jarnosse
Jarnosse ist eine französische Gemeinde mit 397 Einwohnern (Stand: 1. Januar 2022) im Département Loire in der Region Auvergne-Rhône-Alpes. Sie gehört zum Arrondissement Roanne und zum Kanton Charlieu.

## Geographie
Die Gemeinde Jarnosse liegt etwa zehn Kilometer nordöstlich von Roanne am Fluss Jarnossin. Umgeben wird Jarnosse von den Nachbargemeinden Villers im Norden, Cuinzier im Nordosten, Sevelinges im Osten, La Gresle im Südosten, Coutouvre im Süden und Südwesten, Boyer im Westen sowie Saint-Hilaire-sous-Charlieu im Westen und Nordwesten.

## Bevölkerungsentwicklung
| Jahr                       | 1962 | 1968 | 1975 | 1982 | 1990 | 1999 | 2006 | 2014 | 2022 |
| Einwohner                  | 404  | 329  | 303  | 344  | 371  | 354  | 404  | 441  | 397  |
| Quellen: Cassini und INSEE |      |      |      |      |      |      |      |      |      |

## Sehenswürdigkeiten
- Kirche Saint-Pierre-aux-Liens aus dem 19. Jahrhundert
- Reste der alten Burganlage

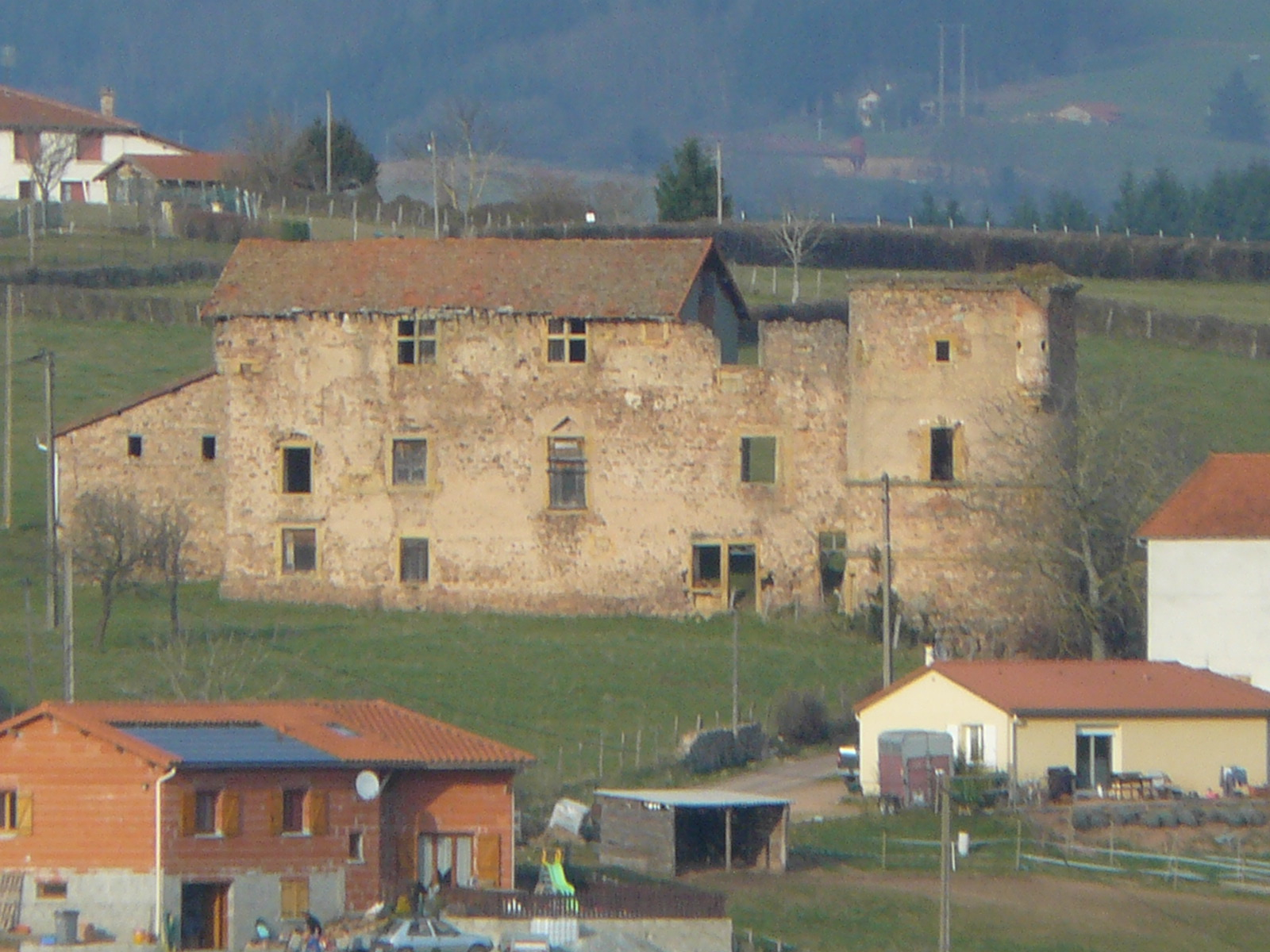
Burganlage von Jarnosse
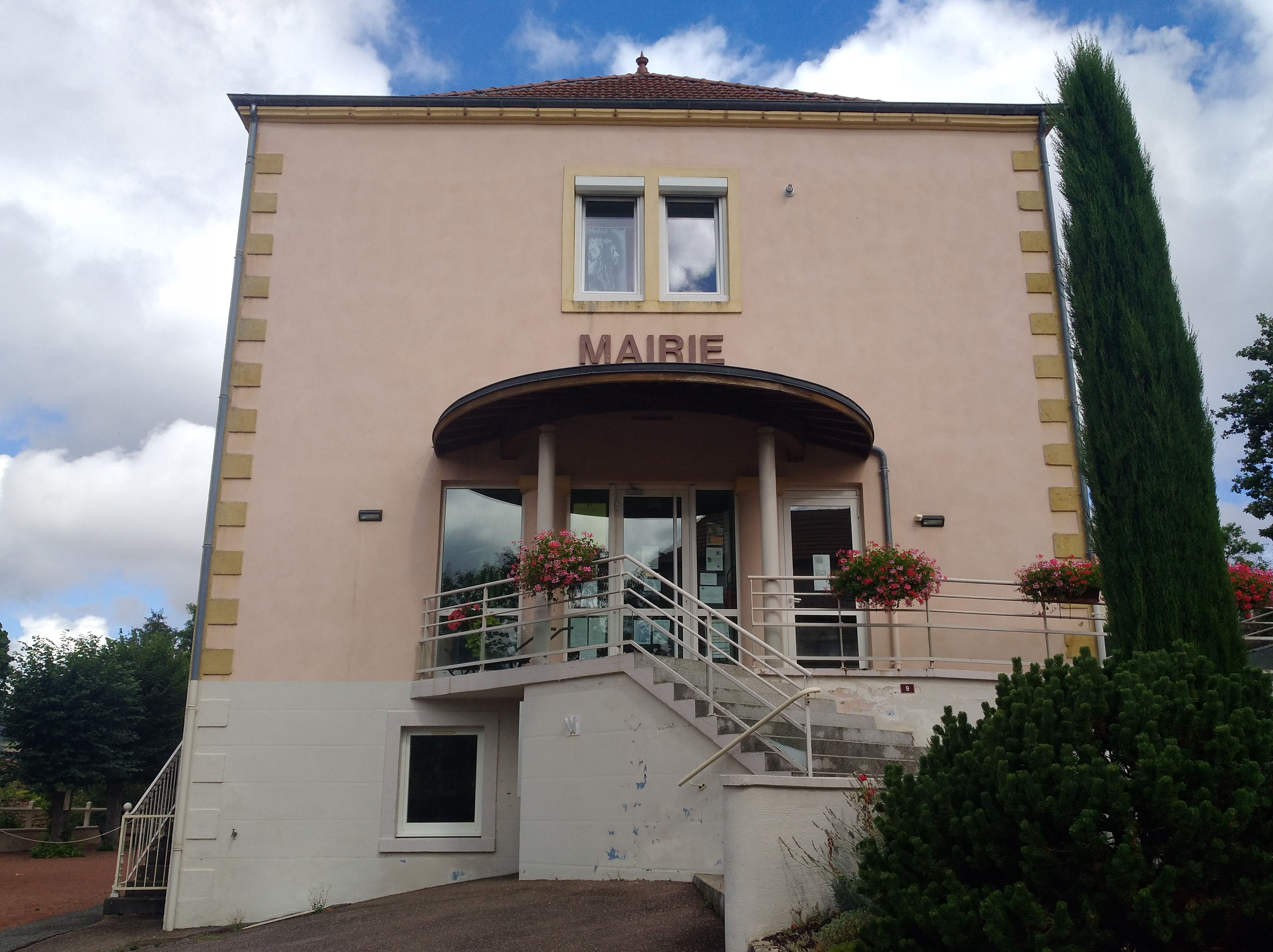
Mairie Jarnosse
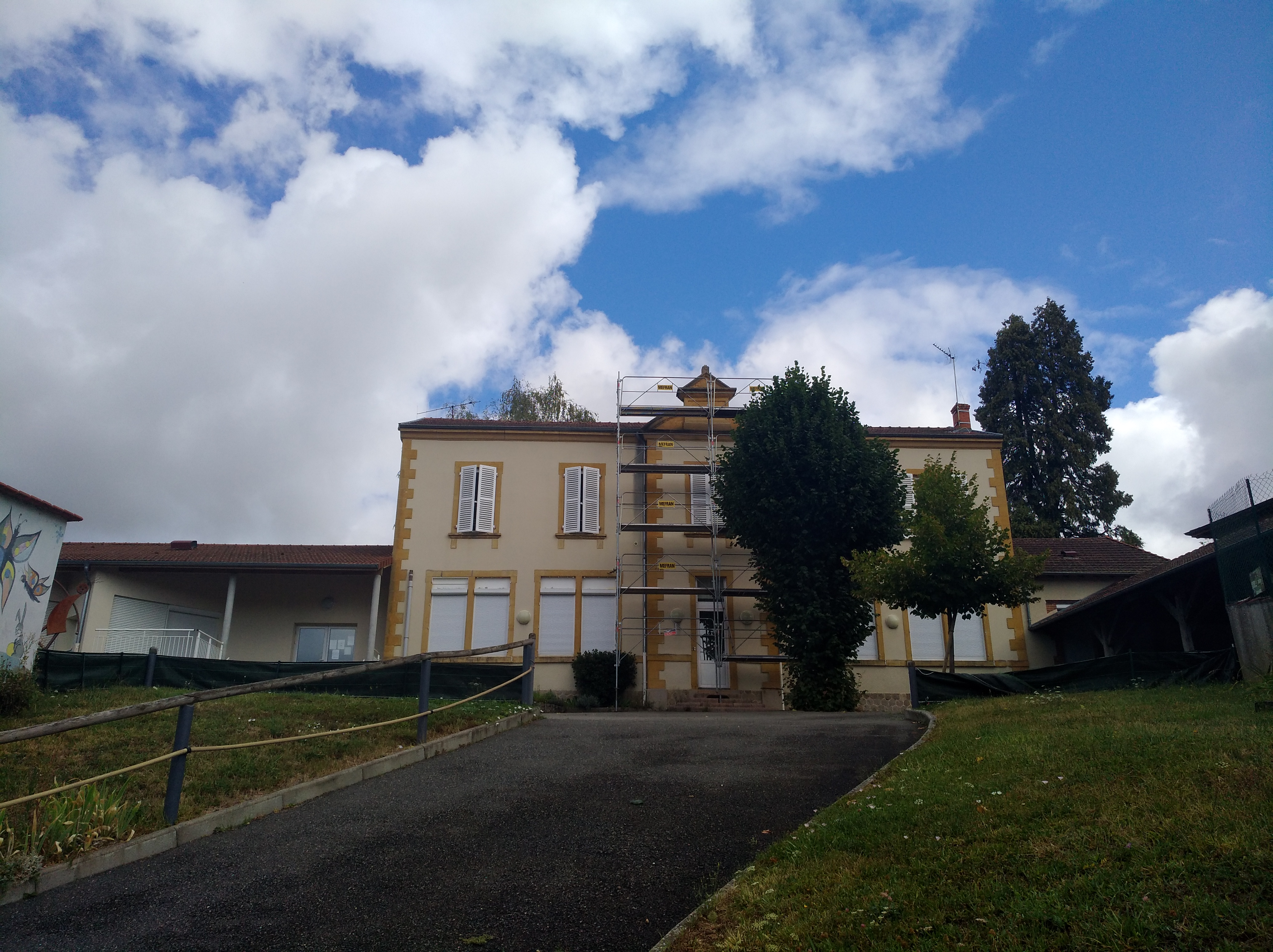
Schule
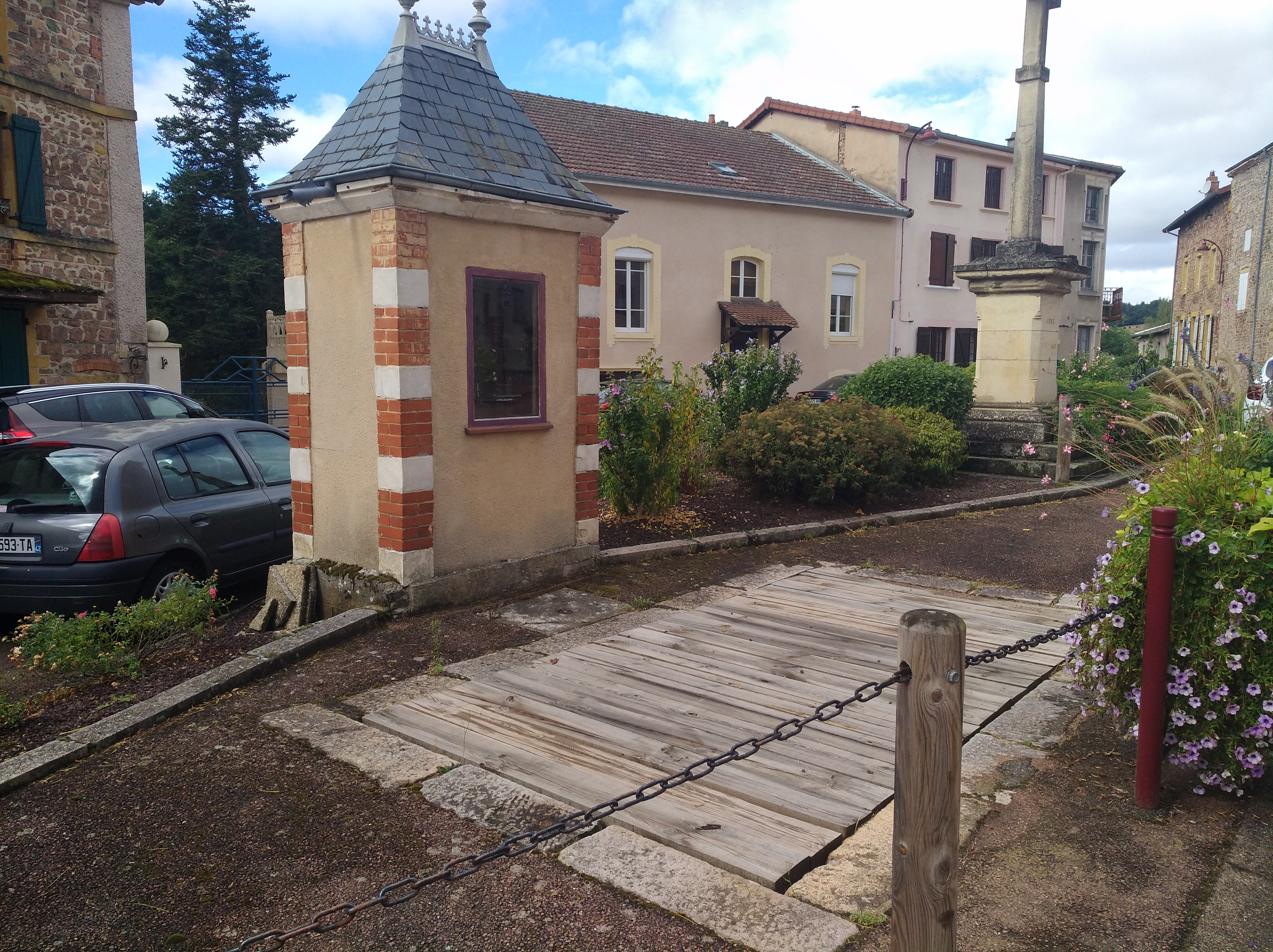
Ehemalige öffentliche Waage
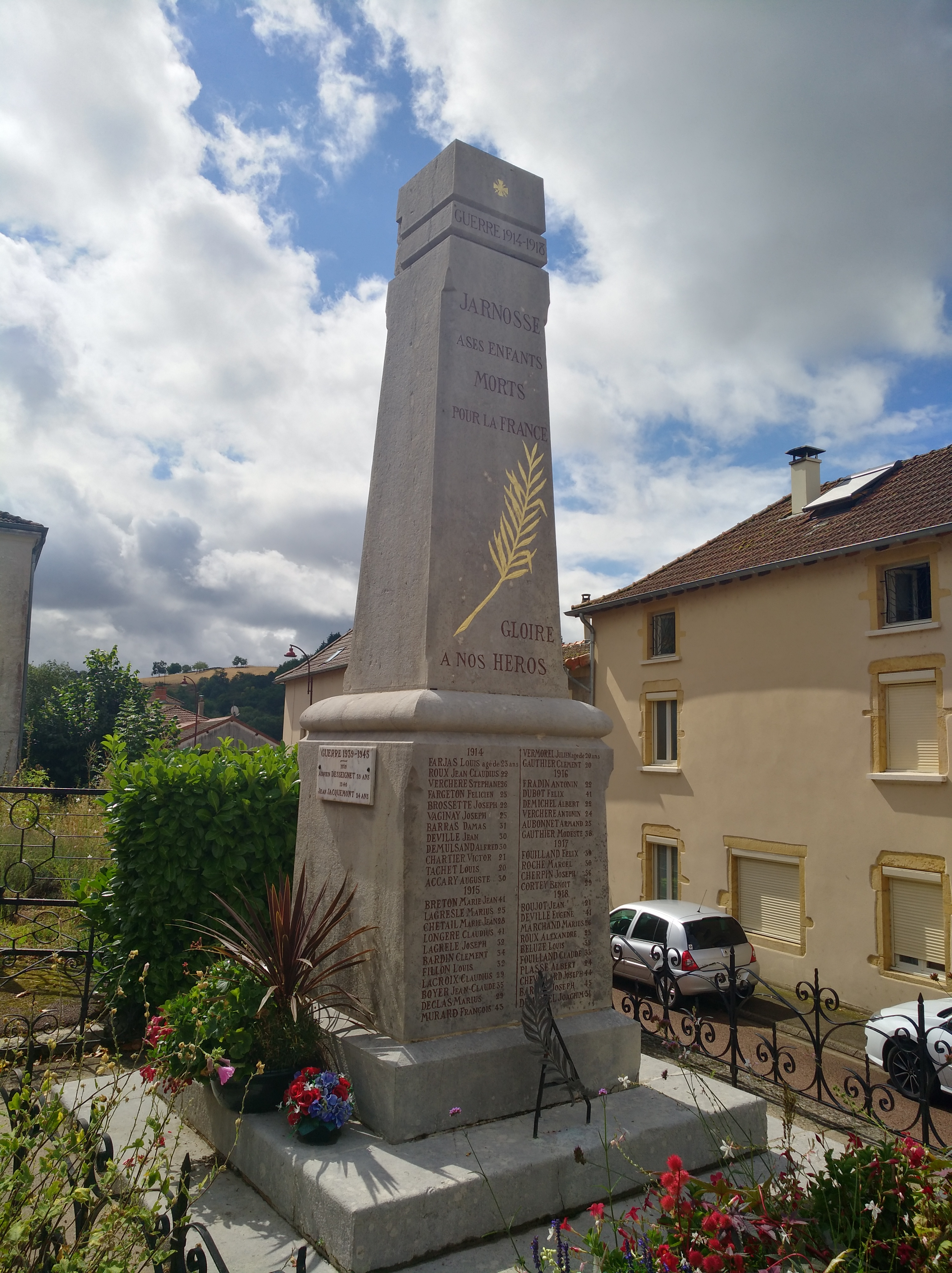
Gefallenendenkmal